# Miss Monde 2019
Miss Monde 2019 est la 69e élection de Miss Monde, qui s'est déroulée à Londres, au Royaume-Uni, le 14 décembre 2019,. La gagnante est la Jamaïcaine Toni-Ann Singh. Elle succède à la Mexicaine Vanessa Ponce, Miss Monde 2018.
Toni-Ann Singh est la quatrième Jamaïcaine à remporter la couronne de Miss Monde, après les sacres respectifs de Carole Crowford (en) en 1963, Cindy Breakspeare en 1976 et Lisa Hanna en 1993.
L'écharpe de 1re dauphine revient à la française Ophély Mézino, élue précédemment 1re dauphine de Miss France 2019. La France obtient un résultat similaire à celui de Marine Lorphelin, sacrée 1re dauphine de Megan Young, Miss Monde 2013.
Le titre de 2e dauphine revient à l'Indienne Suman Rao.
Miss Monde fait son retour à Londres cinq ans après le sacre de Rolene Strauss. Par ailleurs, c'est la 46e fois que le Royaume-Uni organise le concours.

## Organisation
Julia Morley, présidente du concours, annonce à Bangkok le 19 Février 2019, que la Thaïlande accueillera la 69e édition de Miss Monde en décembre 2019.
Le 2 Juillet 2019, Julia Morley et Vanessa Ponce (Miss Monde 2018) annoncent officiellement que le concours se déroulera à l'ExCel London, le 14 décembre 2019. La Thaïlande accueillera la compétition Miss Monde 2020 pour le 70e anniversaire du concours de beauté.
La cérémonie d'ouverture de Miss Monde 2019 se tient à Londres le 20 novembre 2019. Les candidates participent à une série d’événements autour de la capitale britannique.

## Résultats

### Classement final
| Résultats finaux | Candidates |
| ---------------- | --- |
| Miss Monde 2019  | - Jamaïque – Toni-Ann Singh |
| 1re dauphine     | - France – Ophély Mézino |
| 2e dauphine      | - Inde – Suman Rao (en) |
| Top 5            | - Brésil – Elis Miele (en) - Nigeria – Nyekachi Douglas (en) |
| Top 12           | - Îles Cook – Tajiya Eikura Sahay (en) - Kenya – Maria Wavinya (en) - Mexique – Ashley Alvídrez - Népal – Anushka Shrestha (en) - Philippines – Michelle Dee - Russie – Alina Sanko (en) - Viêt Nam – Lương Thùy Linh (en) |
| Top 40           | - Afrique du Sud – Sasha-Lee Olivier - Angleterre – Bhasha Mukherjee - Antigua-et-Barbuda – Taqiyyah Francis - Australie – Sarah Marschke - Chine – Li Peishan - Danemark – Natasja Kunde - Écosse – Keryn Matthew - Espagne – María del Mar Aguilera - États-Unis – Emmy Cuvelier - Guyana – Joylyn Conway - Hong Kong – Lila Lam - Îles Vierges britanniques – Rikkiya Brathwaite - Indonésie – Princess Megonondo - Malaisie – Alexis SueAnn Seow - Moldavie – Elizaveta Kuznitova - Mongolie – Tsevelmaa Mandakh - Nouvelle-Zélande – Lucy Brock - Ouganda – Oliver Nakakande - Paraguay – Araceli Bobadilla - Pays de Galles – Gabriella Jukes - Pologne – Milena Sadowska - Porto Rico – Daniella Rodríguez - Portugal – Inês Brusselmans - Thaïlande – Narintorn Chadapattarawalrachoat - Trinité-et-Tobago – Tya Janè Ramey - Tunisie – Sabrine Khalifa Mansour - Ukraine – Marharyta Pasha - Venezuela – Isabella Rodríguez |

### Les Reines de beauté continentales
| Titres               | Candidates                           |
| Miss Monde Afrique   | - Nigeria – Nyekachi Douglas         |
| Miss Monde Amériques | - Brésil – Elís Miele Coelho         |
| Miss Monde Asie      | - Inde – Suman Rao                   |
| Miss Monde Caraïbes  | - Trinité-et-Tobago – Tya Janè Ramey |
| Miss Monde Europe    | - France – Ophély Mézino             |
| Miss Monde Océanie   | - Îles Cook – Tajiya Eikura Sahay    |

### Ordre d'annonce des finalistes
| 1. France 2. Inde 3. Indonésie 4. Malaisie 5. Mongolie 6. Népal 7. Nigeria 8. Tunisie 9. Venezuela 10. Viêt Nam 11. Jamaïque 12. Îles Vierges britanniques 13. Moldavie 14. Mexique 15. Philippines 16. Guyana 17. Trinité-et-Tobago 18. Paraguay 19. Antigua-et-Barbuda 20. Australie 21. Brésil 22. Chine 23. Îles Cook 24. Danemark 25. Angleterre 26. Hong Kong 27. Kenya 28. Nouvelle-Zélande 29. Pologne 30. Portugal 31. Porto Rico 32. Russie 33. Écosse 34. Afrique du Sud 35. Espagne 36. Thaïlande 37. Ouganda 38. Ukraine 39. États-Unis 40. Pays de Galles | 1. Kenya 2. Nigeria 3. Brésil 4. Mexique 5. Inde 6. Népal 7. Philippines 8. Viêt Nam 9. Jamaïque 10. France 11. Russie 12. Îles Cook | 1. Nigeria 2. Brésil 3. Inde 4. Jamaïque 5. France |

## Candidates
Il y a 111 candidates, soit 7 de moins qu'en 2018 et 2017.
| Pays / Territoire         | Nom                           | Âge    | Taille | Résidence                 |
| ------------------------- | ----------------------------- | ------ | ------ | ------------------------- |
| Afrique du Sud            | Sasha-Lee Olivier             | 26 ans | 1,74 m | Alberton                  |
| Albanie                   | Atalanta Kercyku              | 20 ans | 1,74 m | Tirana                    |
| Angola                    | Brezana Da Costa              | 24 ans | 1,74 m | Luanda                    |
| Angleterre                | Bhasha Mukherjee (en)         | 23 ans | 1,70 m | Derby                     |
| Antigua-et-Barbuda        | Taqiyyah Saadiqah Francis     | 26 ans | 1,55 m | Saint-John's              |
| Argentine                 | Judit Grnja                   | 18 ans | 1,76 m | Villa Ángela              |
| Arménie                   | Liana Voskerchyan             | 20 ans | 1,78 m | Erevan                    |
| Aruba                     | Ghislaine Mejia               | 26 ans | 1,74 m | Oranjestad                |
| Australie                 | Sarah Marschke                | 20 ans | 1,81 m | Sydney                    |
| Bahamas                   | Nyah Bandelier                | 19 ans | 1,72 m | Eleuthera                 |
| Bangladesh                | Rafah Nanjeba Torsa (en)      | 21 ans | 1,63 m | Chittagong                |
| Barbade                   | Ché Greenidge                 | 26 ans | 1,67 m | Bridgetown                |
| Belgique                  | Elena Castro Suarez           | 19 ans | 1,70 m | Anvers                    |
| Biélorussie               | Anastasia Laouryntchouk       | 19 ans | 1,76 m | Minsk                     |
| Bolivie                   | Iciar Díaz Camacho            | 23 ans | 1,70 m | Santa Cruz                |
| Bosnie-Herzégovine        | Ivana Ladan                   | 21 ans | 1,78 m | Jajce                     |
| Botswana                  | Oweditse Phirinyane Gofaone   | 20 ans | 1,77 m | Gaborone                  |
| Brésil                    | Elís Miele Coelho             | 20 ans | 1,80 m | Ipatinga                  |
| Bulgarie                  | Margo Cooper                  | 26 ans | 1,73 m | Sofia                     |
| Cambodge                  | Vy Sreyvin                    | 20 ans | 1,70 m | Phnom Penh                |
| Canada                    | Naomi Colford (en)            | 19 ans | 1,79 m | Toronto                   |
| Chili                     | Ignacia Albornoz Olmedo       | 18 ans | 1,71 m | Santiago                  |
| Chine                     | Peishan Li                    | 26 ans | 1,74 m | Pékin                     |
| Colombie                  | Sara Arteaga Franco           | 26 ans | 1,78 m | Medellin                  |
| Corée du Sud              | Lim Ji-Yeon                   | 20 ans | 1,67 m | Busan                     |
| Costa Rica                | Jessica Jimenez               | 26 ans | 1,68 m | San José                  |
| Croatie                   | Katarina Mamić                | 23 ans | 1,79 m | Zagreb                    |
| Curaçao                   | Sharon Meyer                  | 24 ans | 1,75 m | Willemstad                |
| Danemark                  | Natasja Kunde                 | 18 ans | 1,75 m | Copenhague                |
| Écosse                    | Keryn Matthew                 | 24 ans | 1,64 m | Édimbourg                 |
| Équateur                  | María Auxiliadora Idrovo      | 17 ans | 1,72 m | Guayaquil                 |
| Espagne                   | María Del Mar Aguilera        | 21 ans | 1,76 m | Cordoue                   |
| États-Unis                | Emmy Rose Cuvelier            | 23 ans | 1,76 m | Collins                   |
| Éthiopie                  | Feven Gebreslassie            | 22 ans | 1,73 m | Addis-Abeba               |
| Finlande                  | Dana Mononen                  | 19 ans | 1,82 m | Helsinki                  |
| France                    | Ophély Mézino,                | 20 ans | 1,73 m | Morne-à-l'Eau             |
| Géorgie                   | Nini Gogichaishvili           | 25 ans | 1,73 m | Tbilisi                   |
| Ghana                     | Rebecca Kwabi                 | 26 ans | 1,80 m | Accra                     |
| Gibraltar                 | Celine Bolaños                | 22 ans | 1,65 m | Gibraltar                 |
| Grèce                     | Rafaela Plastira              | 20 ans | 1,72 m | Trikala                   |
| Guadeloupe                | Anaïs Lacalmontie             | 20 ans | 1,73 m | Basse-Terre               |
| Guatemala                 | Dulce Ramos Garcia            | 22 ans | 1,70 m | Cuilapa                   |
| Guinée équatoriale        | Janet Ortiz Oyono             | 20 ans | 1,73 m | Malabo                    |
| Guinée-Bissau             | Laila Samati                  | 21 ans | 1,79 m | Bissau                    |
| Guyana                    | Joylyn Conway                 | 20 ans | 1,63 m | Georgetown                |
| Haïti                     | Alysha Morency                | 26 ans | 1,76 m | Port-au-Prince            |
| Honduras                  | Ana Romero                    | 21 ans | 1,73 m | Olanchito                 |
| Hong Kong                 | Lila Lam                      | 26 ans | 1,78 m | Hong Kong                 |
| Hongrie                   | Krisztina Nagypál             | 23 ans | 1,70 m | Budapest                  |
| Îles Caïmans              | Jaci Patrick                  | 24 ans | 1,67 m | West Bay                  |
| Îles Cook                 | Tajiya Sahay                  | 26 ans | 1,77 m | Avarua                    |
| Îles Vierges américaines  | A'yana Phillips               | 24 ans | 1,73 m | Saint Thomas              |
| Îles Vierges britanniques | Rikkiya Brathwaite            | 22 ans | 1,70 m | Tortola                   |
| Inde                      | Suman Rao                     | 20 ans | 1,78 m | Udaipur                   |
| Indonésie                 | Princess Megonondo            | 19 ans | 1,75 m | Jambi                     |
| Irlande                   | Chelsea Farrell               | 19 ans | 1,76 m | Drumconrath               |
| Irlande du Nord           | Lauren Leckey                 | 20 ans | 1,72 m | Stoneyford                |
| Islande                   | Kolfinna Mist Austfjörð       | 22 ans | 1,73 m | Reykjavik                 |
| Italie                    | Adele Sammaritano             | 24 ans | 1,75 m | Pompei                    |
| Jamaïque                  | Toni-Ann Singh                | 23 ans | 1,67 m | Kingston                  |
| Japon                     | Marika Sera                   | 16 ans | 1,59 m | Kanagawa                  |
| Kazakhstan                | Madina Batyk                  | 20 ans | 1,78 m | Pavlodar                  |
| Kenya                     | Maria Wavinya                 | 18 ans | 1,79 m | District de Nyandarua     |
| Kirghizistan              | Ekaterina Zabolotnova         | 24 ans | 1,79 m | Bichkek                   |
| Laos                      | Nelamith Soumounthong         | 20 ans | 1,70 m | Vientiane                 |
| Luxembourg                | Melanie Heynsbroek            | 19 ans | 1,72 m | Luxembourg                |
| Macao                     | Yu Yanan                      | 26 ans | 1,82 m | Macao                     |
| Malaisie                  | Alexis SueAnn Seow            | 20 ans | 1,75 m | Kuala Lumpur              |
| Malte                     | Nicole Vella                  | 20 ans | 1,74 m | Ir-Rabat                  |
| Maurice                   | Urvashi Gooriah               | 20 ans | 1,75 m | Port-Louis                |
| Mexique                   | Ashley Alvídrez               | 20 ans | 1,75 m | Ciudad Juárez             |
| Moldavie                  | Elizaveta Kuznitova           | 19 ans | 1,72 m | Tiraspol                  |
| Mongolie                  | Mandakh Tsevelmaa             | 22 ans | 1,74 m | Oulan-Bator               |
| Monténégro                | Mirjana Muratović             | 19 ans | 1,80 m | Podgorica                 |
| Myanmar                   | Than Htet San                 | 22 ans | 1,68 m | Rangoun                   |
| Népal                     | Anushka Shrestha              | 23 ans | 1,65 m | Katmandou                 |
| Nicaragua                 | María Teresa Cortéz           | 19 ans | 1,75 m | Carazo                    |
| Nigeria                   | Nyekachi Douglas              | 21 ans | 1,84 m | Calabar                   |
| Nouvelle-Zélande          | Lucy Brock                    | 24 ans | 1,72 m | Auckland                  |
| Ouganda                   | Oliver Nakakande              | 24 ans | 1,82 m | Bombo                     |
| Panama                    | Agustina Ruiz                 | 25 ans | 1,69 m | Chitré                    |
| Paraguay                  | Araceli Bobadilla             | 20 ans | 1,65 m | Asunción                  |
| Pays de Galles            | Gabriella Francesca Jukes     | 23 ans | 1,74 m | Port Talbot               |
| Pays-Bas                  | Brenda Felicia Muste          | 23 ans | 1,70 m | Arnhem                    |
| Pérou                     | Angella Escudero              | 23 ans | 1,64 m | Piura                     |
| Philippines               | Michelle Dee                  | 24 ans | 1,75 m | Makati                    |
| Pologne                   | Milena Sadowska               | 20 ans | 1,78 m | Oświęcim                  |
| Porto Rico                | Daniella Rodríguez            | 21 ans | 1,75 m | Bayamón                   |
| Portugal                  | Inés Brusselmans              | 24 ans | 1,70 m | Oeiras                    |
| République dominicaine    | Alba Marie Blair              | 21 ans | 1,78 m | Jarabacoa                 |
| République tchèque        | Denisa Spergerová             | 19 ans | 1,82 m | České Budějovice          |
| Russie                    | Alina Sanko                   | 20 ans | 1,74 m | Azov                      |
| Rwanda                    | Meghan Nimwiza                | 20 ans | 1,73 m | Kigali                    |
| Salvador                  | Fátima Mangandi               | 27 ans | 1,75 m | Santa Tecla               |
| Samoa                     | Alalamalae Lata               | 23 ans | 1,68 m | Apia                      |
| Sénégal                   | Alberta Diatta                | 20 ans | 1,88 m | Ziguinchor                |
| Sierra Leone              | Enid Jones-Boston             | 24 ans | 1,67 m | Freetown                  |
| Singapour                 | Sheen Cher                    | 22 ans | 1,78 m | Singapour                 |
| Slovaquie                 | Frederika Kurtulíková         | 25 ans | 1,77 m | Bratislava                |
| Slovénie                  | Špela Alič                    | 22 ans | 1,75 m | Ljubljana                 |
| Soudan du Sud             | Mariah Nyayiena Joseph Maget  | 22 ans | 1,82 m | Djouba                    |
| Sri Lanka                 | Dewmi Thathsarani             | 21 ans | 1,76 m | Sri Jayawardenapura Kotte |
| Suède                     | Daniella Lundqvist            | 20 ans | 1,75 m | Kalmar                    |
| Tanzanie                  | Sylivia Sebastian             | 19 ans | 1,70 m | Mwanza                    |
| Thaïlande                 | Narinthorn Chadaphatworachote | 22 ans | 1,74 m | Pathum Thani              |
| Trinité-et-Tobago         | Tya Janè Ramey                | 21 ans | 1,82 m | Port-d'Espagne            |
| Tunisie                   | Sabrine Khalifa Mansour       | 23 ans | 1,67 m | Mahdia                    |
| Turquie                   | Simay Rasimoğlu               | 22 ans | 1,82 m | Istanbul                  |
| Ukraine                   | Margarita Pacha               | 24 ans | 1,74 m | Kiev                      |
| Venezuela                 | Isabella Rodríguez            | 26 ans | 1,78 m | Caracas                   |
| Viêt Nam                  | Lương Thùy Lihn               | 19 ans | 1,78 m | Cao Bằng                  |

## Compétitions

### Top Model
La compétition Top Model débute le 22 novembre 2019 par la sélection des 40 meilleures candidates par un panel de 3 juges,. La deuxième épreuve du défi se tient le 25 novembre 2019 où 10 finalistes sont choisies.
Miss Nigeria, Nyekachi Douglas, remporte la compétition, devenant la quatrième candidate à intégrer le Top 40.
| Résultats    | Candidates |
| Gagnante     | - Nigeria – Nyekachi Douglas |
| 1re dauphine | - Viêt Nam – Lương Thùy Lihn |
| 2e dauphine  | - Inde – Suman Rao |
| 3e dauphine  | - France – Ophély Mézino |
| 4e dauphine  | - Ouganda – Oliver Nakakande |
| Top 10       | - Brésil – Elis Miele Coelho - Hong Kong – Lila Lam - Kazakhstan – Madina Batyk - République tchèque – Denisa Spergerova - Trinité-et-Tobago – Tya Janè Ramey |
| Top 40       | - Antigua-et-Barbuda – Taqiyyah Saadiqah Francis - Argentine – Judit Grnja - Australie – Sarah Marschke - Barbade – Ché Greenidge - Bosnie-Herzégovine – Ivana Ladan - Chine – Peishan Li - Croatie – Katarina Mamic - Danemark – Natasja Kunde - Finlande – Dana Mononen - Haïti – Alysha Morency - Hongrie – Krisztina Nagypal - Indonésie – Princess Megonondo - Italie – Adele Sammaritano - Jamaïque – Toni-Ann Singh - Kenya – Maria Wavinya - Macao – Yu Yanan - Mexique – Ashley Alvídrez - Moldavie – Elizaveta Kuznitova - Monténégro – Mirjana Muratovic - Pays de Galles – Gabriella Francesca Jukes - Philippines – Michelle Dee - Pologne – Milena Sadowska - Porto Rico – Daniella Rodriguez - République dominicaine – Alba Marie Blair - Russie – Alina Sanko - Slovaquie – Frederika Kurtulikova - Soudan du Sud – Mariah Nyayiena Joseph Maget - Turquie – Simay Rasimoğlu - Ukraine – Margarita Pacha - Venezuela – Isabella Rodríguez |

### Sports & Fitness
La compétition Sports & Fitness se déroule le 28 novembre 2019. La compétition est remportée par Rikkiya Brathwaite, Miss Îles Vierges britanniques, qui devient la première candidate à intégrer le Top 40,,.
| Équipe gagnante | - Équipe Verte |

| Résultats    | Candidates |
| Gagnante     | - Îles Vierges britanniques – Rikkiya Brathwaite |
| 1re dauphine | - Nigeria – Nyekachi Douglas |
| 2e dauphine  | - Trinité-et-Tobago – Tya Janè Ramey |
| Top 32       | Équipe Verte : - Angleterre – Bhasha Mukherjee - Canada – Naomi Colford - France − Ophély Mézino - Japon – Marika Sera - Sierra Leone – Enid Jones-Boston Équipe Rouge : - Angola – Brezana Da Costa - Guadeloupe – Anaïs Lacalmontie - Guinée équatoriale – Janet Ortiz Oyono - Haïti – Alysha Morency - Îles Cook – Tajiya Eikura Sahay - Luxembourg – Melanie Heynsbroek - Moldavie – Elizaveta Kuznitova - Panama – Agustina Ruiz Arrechea Équipe Jaune : - Aruba – Ghislaine Mejia - Biélorussie – Anastasia Laurynchuk - Costa Rica – Jessica Jiménez - États-Unis – Emmy Cuvelier - Géorgie – Nini Gogichaishvili - Kenya – Maria Wavinya - Kirghizistan – Ekaterina Zabolotnova - Ukraine – Marharyta Pasha Équipe Bleue : - Écosse – Keryn Matthew - Espagne – María del Mar Aguilera - Honduras – Ana Grisel Romero - Irlande du Nord – Lauren Eve Leckey - Nicaragua – María Teresa Cortéz - Nouvelle-Zélande – Lucy Brock - Ouganda – Oliver Nakakande - Portugal – Inês Brusselmans |

### Talent
La compétition Talent se déroule le 10 décembre 2019. Elle est remportée par Toni-Ann Singh, Miss Jamaïque, qui devient la deuxième candidate à intégrer le Top 40,.
| Résultats    | Candidates |
| Gagnante     | - Jamaïque – Toni-Ann Singh |
| 1re dauphine | - Îles Vierges britanniques – Rikkiya Brathwaite |
| 2e dauphine  | - Canada – Naomi Colford |
| Top 5        | - Arménie – Liana Voskerchyan - Malte – Nicole Vella |
| Top 27       | - Australie – Sarah Marschke - Barbade – Che Amor Greenidge - Bolivie – Iciar Diaz Camacho - Chine – Li Peishan - Danemark – Natasja Kunde - États-Unis – Emmy Cuvelier - Gibraltar – Celine Bolaños - Îles Cook – Tajiya Eikura Sahay - Îles Vierges des États-Unis – A'yana Keshelle Phillips - Inde – Suman Rao - Islande – Kolfinna Mist Austfjörð - Japon – Marika Sera - Luxembourg – Melanie Heynsbroek - Malaisie – Alexis SueAnn Seow - Mongolie – Tsevelmaa Mandakh - Nigeria – Nyekachi Douglas - Panama – Agustina Ruiz Arrechea - Paraguay – Araceli Bobadilla - Pays de Galles – Gabriella Jukes - Slovaquie – Frederika Kurtulíková - Tanzanie – Sylvia Sebastian - Ukraine – Marharyta Pasha |

### Multimédia
Le prix de la meilleure communication sur les réseaux sociaux est remporté par Miss Népal, Anushka Shrestha, qui devient la troisième quart de finaliste de Miss Monde 2019.
| Résultat | Candidate                  |
| Gagnante | - Népal – Anushka Shrestha |

### Beauty with a Purpose: le projet humanitaire
Le prix du meilleur projet humanitaire est remporté par Miss Népal, Anushka Shrestha. L'intégralité du Top 10 se qualifie directement dans le Top 40.
| Résultats | Candidates |
| Gagnante  | - Népal – Anushka Shrestha |
| Top 10    | - France – Ophély Mézino - Inde – Suman Rao - Indonésie – Princess Megonondo - Malaisie – Alexis SueAnn Seow - Mongolie – Tsevelmaa Mandakh - Nigeria – Nyekachi Douglas - Tunisie – Sabrine Khalifa Mansour - Venezuela – Isabella Rodríguez - Viêt Nam – Lương Thùy Linh |

### Head-to-Head Challenge Rounds

#### Déroulement
Un monologue d'ouverture est présenté par chaque nation. Les concurrentes se présentent ensuite, en direct ou pré-enregistrée, durant un temps de deux minutes maximum. Les candidates doivent ensuite répondre aux questions du présentateur et de la communauté en ligne. Ce processus fait partie d'une discussion de groupe et dure environ 8 minutes. Finalement, chaque concurrente doit répondre à la question du jour (entre 30 et 45 secondes pour chaque nation).
Après les présentations d'ouverture, un vote du public est ouvert par le présentateur. Le vote reste ouvert jusqu'au début du prochain défi, lorsque la gagnante du groupe précédent est annoncée. Le vote du public se fait via le site officiel de Miss Monde, sur la page de la candidate, ainsi que sur les groupes Facebook et Mobstar de chaque participante.

#### Création des groupes
Le 21 novembre 2019, le tirage au sort pour la création des groupes est réalisé.
17 groupes de 6 candidates ont été confirmés pour le premier tour. À l'issue du second tour, parmi les gagnantes de chaque groupe, 10 d'entre elles seront qualifiées dans le Top 40 final, après une nouvelle compétition.

#### Premier tour
Il y a seize groupes de six candidates chacun et trois groupes de cinq candidates.
- Candidates qualifiées pour le Second tour du Head-to-Head Challenge.
- Candidates qualifiées dans le Top 40 via une autre compétition.
- Candidates qualifiées dans le Top 40 grâce au BWAP.
- Candidates qualifiées dans le Top 40 grâce au jury de sélection.
- Candidates qualifiées dans le Top 40 via une autre compétition, également qualifiée pour le Second tour du Head-to-Head Challenge.

| Groupe     | Candidate no 1     | Candidate no 2           | Candidate no 3     | Candidate no 4         | Candidate no 5    | Candidate no 6            |
| Groupe 1,  | Albanie            | Pérou                    | Angleterre         | Corée du Sud           | Guyana            | Honduras                  |
| Groupe 2,  | Russie             | Italie                   | Îles Cook          | Birmanie               | Irlande           | Guatemala                 |
| Groupe 3,  | Laos               | Islande                  | Soudan du Sud      | Venezuela              | Nicaragua         | Îles Vierges britanniques |
| Groupe 4,  | Afrique du Sud     | Bolivie                  | Kazakhstan         | Arménie                | Mongolie          | Bulgarie                  |
| Groupe 5,  | Hong Kong          | Espagne                  | Singapour          | Sri Lanka              | Moldavie          | Guadeloupe                |
| Groupe 6,  | Curaçao            | Malte                    | Brésil             | Danemark               | Irlande du Nord   | Équateur                  |
| Groupe 7,  | Pays de Galles     | États-Unis               | Guinée équatoriale | Malaisie               | Trinité-et-Tobago | Hongrie                   |
| Groupe 8,  | Paraguay           | Nouvelle-Zélande         | Chili              | Croatie                | Écosse            | France                    |
| Groupe 9,  | République tchèque | Canada                   | Indonésie          | Tunisie                | Sierra Leone      | Portugal                  |
| Groupe 10, | Tanzanie           | Népal                    | Gibraltar          | Pologne                | Mexique           | Îles Caïmans              |
| Groupe 11, | Colombie           | Pays-Bas                 | Japon              | Costa Rica             | Nigeria           | Luxembourg                |
| Groupe 12, | Jamaïque           | Îles Vierges américaines | Turquie            | Slovénie               | Belgique          | Panama                    |
| Groupe 13, | Géorgie            | Porto Rico               | Slovaquie          | Guinée-Bissau          | Salvador          | Australie                 |
| Groupe 14, | Bahamas            | Haïti                    | Botswana           | Thaïlande              | Inde              | Bosnie-Herzégovine        |
| Groupe 15, | Samoa              | Antigua-et-Barbuda       | Grèce              | Barbade                | Suède             | Chine                     |
| Groupe 16, | Finlande           | Macao                    | Argentine          | Kenya                  | Biélorussie       | Ukraine                   |
| Groupe 17, | Rwanda             | Aruba                    | Philippines        | République dominicaine | Ghana             |                           |
| Groupe 18, | Ouganda            | Viêt Nam                 | Cambodge           | Monténégro             | Maurice           |                           |
| Groupe 19, | Angola             | Kirghizistan             | Éthiopie           | Sénégal                | Bangladesh        |                           |

#### Second Tour
Le second et dernier tour du Head-to-Head Challenge se compose de 10 duels entre les gagnantes des précédents groupes qualificatifs.
Chacune d'elles présente son projet humanitaire devant un jury composé de :
- Vanessa Ponce de Leon, Miss Monde 2018 ;
- Julia Morley, présidente du comité Miss Monde.

La candidate obtenant la majorité des voix est qualifiée dans le Top 40.
- Gagnantes du Head-to-Head Challenge, qualifiées dans le Top 40.
- Candidates qualifiées dans le Top 40 grâce au BWAP.
- Candidates qualifiées dans le Top 40 grâce au jury de sélection.

| Duel | Candidate no 1 | Candidate no 2    |
| 1    | Brésil         | Moldavie          |
| 2    | Népal          | Indonésie         |
| 3    | Chine          | Venezuela         |
| 4    | Nigeria        | Biélorussie       |
| 5    | Mexique        | Ouganda           |
| 6    | Philippines    | Turquie           |
| 7    | Mongolie       | Guyana            |
| 8    | Bangladesh     | Inde              |
| 9    | Irlande        | Trinité-et-Tobago |
| 10   | Paraguay       | Géorgie           |

## Observations